# Putineiu (gmina w okręgu Giurgiu)
Putineiu – gmina w Rumunii, w okręgu Giurgiu. Obejmuje miejscowości Hodivoaia, Putineiu i Vieru. W 2011 roku liczyła 2486 mieszkańców. 